# Серебряков, Фёдор Иванович
Фёдор Ива́нович Серебряко́в (сентябрь 1919, Нагорная Пелетьма, Пензенская губерния — 22 января 1944, Ленинский район, Крымская АССР) — гвардии старший сержант, командир расчета 45-мм пушки 62-го отдельного гвардейского истребительно-противотанкового дивизиона 55-й гвардейской стрелковой дивизии, участник Великой Отечественной войны, Герой Советского Союза (1944).

## Биография
Фёдор Серебряков родился в сентябре 1919 года в селе Нагорная-Пелетьма (ныне — Лунинский район Пензенской области). После окончания семи классов школы работал обмотчиком на заводе в Москве. В 1939 году Серебряков был призван на службу в Рабоче-Крестьянскую Красную Армию Сокольническим районным военкоматом города Москвы. С начала Великой Отечественной войны — на её фронтах.
Ф. И. Серебряков начал воевать в июне 1941 года на Юго-Западном фронте. 24 июля 1941 года был ранен. Затем оказался на Северо-Кавказском фронте. С августа 1942 года оборонял Кавказ, в 1943 году участвовал в составе 11-го гвардейского стрелкового корпуса 9-й армии в Краснодарской наступательной операции на Кубани (9 февраля — 16 марта 1943 года), затем в составе того же корпуса, входившего в состав 56-й, 37-й, снова 56-й армии — в последующих боях на «Голубой линии» противника, перегораживавшей вход на Таманский полуостров.
В бою 28 марта 1943 года в районе станицы Анастасиевская (Славянский район Краснодарского края) командир орудийного расчета 47-го гвардейского корпусного истребительно-противотанкового дивизиона 11-го гвардейского стрелкового корпуса 9-й армии гвардии старший сержант Ф. И. Серебряков под сильным обстрелом врага прямой наводкой подавил огонь 3 огневых точек противника, уничтожил 1 пулемет с прислугой и до 5 солдат противника.
Награждён медалью «За отвагу».
Перед началом Керченско-Эльтигенской десантной операции (31 октября — 11 декабря 1943 года) 11-й гвардейский стрелковый корпус был включен в состав 56-й армии Северо-Кавказского фронта. Гвардии старший сержант Ф. И. Серебряков был к этому времени командиром орудия в 62-м гвардейском истребительно-противотанковом дивизионе 55-й гвардейской стрелковой Иркутской, орденов Ленина, трижды Краснознаменной, ордена Суворова дивизии имени Верховного Совета РСФСР этого корпуса.
3 — 4 ноября 1943 года 55-я гвардейская стрелковая дивизия кораблями и судами Азовской военной флотилии была высажена на Керченском полуострове северо-восточнее Керчи.
С 20 ноября 1943 года входила в состав Отдельной Приморской армии. В течение нескольких месяцев вела упорные бои с противником в этом районе.
Ф. И. Серебряков особо отличился в одном из таких боев.
21 января 1944 года в бою у села Баксы (ныне — Глазовка Ленинского района Крыма) после взрыва снаряда Серебрякову оторвало правую руку, тяжело ранило в правую ногу. После оказания первой помощи он продолжал руководить боем. Когда враг прорвался к позиции и окружил взвод, организовал круговую оборону, отбивался гранатами и стрелковым оружием до подхода подкрепления. Нанёс противнику значительный урон, с малыми силами удержал занимаемый рубеж. На следующий день Серебряков скончался от полученных ранений.
Похоронен на восточной окраине села Баксы, позднее перезахоронен в братской могиле воинского мемориального кладбища в селе Глазовка Ленинского района Крыма.
Указом Президиума Верховного Совета СССР от 16 мая 1944 года гвардии старший сержант Фёдор Серебряков посмертно был удостоен высокого звания Героя Советского Союза.
Награждён орденом Ленина (16.05.1944), медалью «За отвагу» (18.04.1943).

## Память

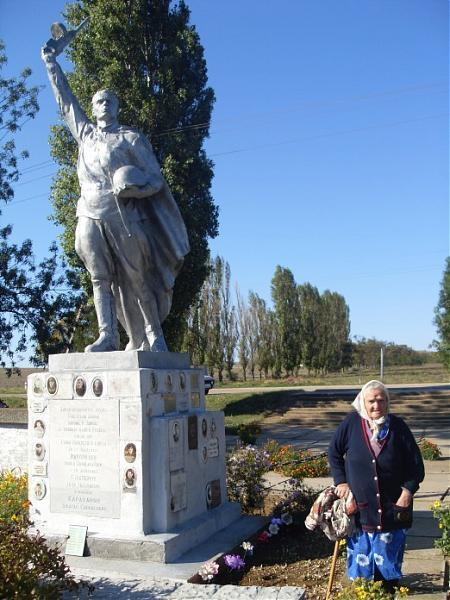
Фигура война-освободителя
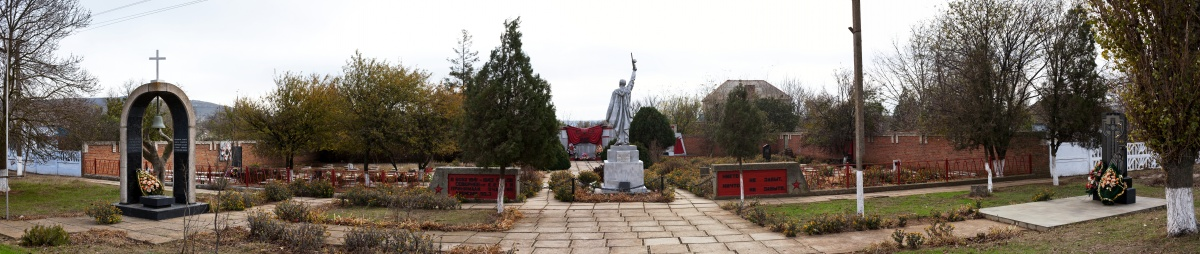
Общий вид мемориала в Глазовке
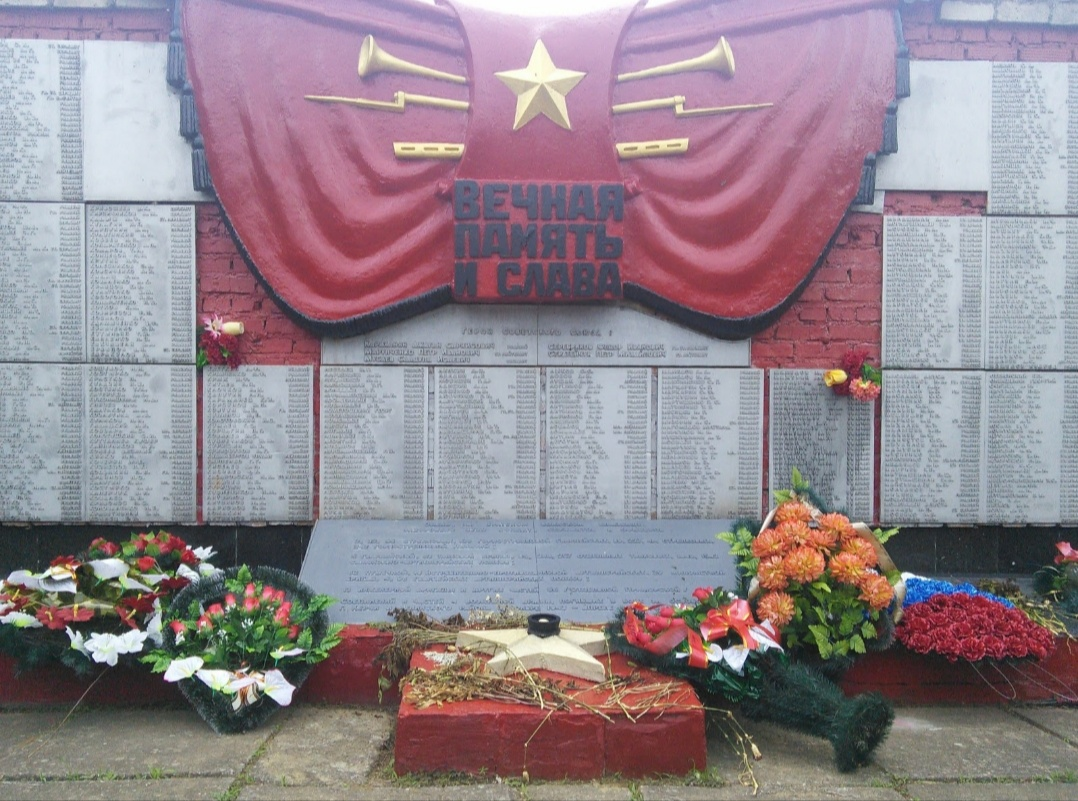
Списки захороненных

Воинское кладбище села Глазовка по улице Шоссейная, у дороги Керчь-Осовины (могилы советских воинов, в том числе Героев Советского Союза П. П. Марунченко, Д. С. Караханян, С. И. Мусаев, П. М. Стратейчук, Ф. И. Серебряков) ныне объект культурного наследия регионального значения.
Имя героя увековечено на мемориале «Слава Героям» в Пензе.